# Netsalamander
De netsalamander (Ambystoma cingulatum) is een salamander uit de familie molsalamanders (Ambystomatidae). De soort werd voor het eerst wetenschappelijk beschreven door Edward Drinker Cope in 1868. Oorspronkelijk werd de wetenschappelijke naam Amblystoma cingulatum gebruikt.

## Uiterlijke kenmerken
Veel soorten molsalamanders lijken sprekend op elkaar maar deze soort is vaak eenvoudig te onderscheiden. De lichaamskleur bestaat uit een donkere tot zwarte basiskleur en een afstekende, witte nettekening van grillige vlekjes. Variatie is er ook; sommige exemplaren zijn helemaal zwart, en de flanken kunnen zowel zwart zijn als bedekt met vele witte vlekjes. De lengte is ongeveer 9 tot 13 centimeter en het lichaam is minder gedrongen dan bij andere soorten. De poten staan wat verder uit elkaar en ook de staart is langer; ongeveer de helft van de totale lengte. De salamander heeft 13 tot 16 costale groeven, gemiddeld 15.

## Algemeen
De habitat bestaat uit bossige gebieden, met name naaldbossen, waar de salamander op de bodem leeft tussen de bladeren en onder stenen en houtstapels. Alleen in bossen waar soorten uit het dennenbomen-geslacht Pinus groeien komt de salamander voor, en omdat deze bossen qua oppervlakte afnemen gaat het ook niet zo goed met de verspreiding van deze soort. De netsalamander komt voor in Noord-Amerika en leeft endemisch in het uiterst zuidoostelijke deel van de Verenigde Staten. De salamander komt alleen voor in een smalle strook rond de staat Florida, echter niet op het zuidelijke schiereiland hiervan.